# Fei yan zou bi
Fei yan zou bi (англ. Ninja Apocalypse) — постапокаліптичний тайванський фільм режисера Мін Чіна. Прем'єра фільму 4 червня 1982 (Тайвань). У фільму є однойменний фільм, відзнятий у Японії раніше «Kairyu daikessen » (1966), а також фільми «Ninja Apocalypse!» (2007) і «Ніндзя апокаліпсісу» (2014).

## Сюжет
Жінка японський вбивця, неохоче працює на гонконгських контрабандистів наркотиків, закохується в брата жінки, які працюють в картелі. Після того, як вбивця вбив двох інформаторів на захист поліції, вона переїхала в Гонконг, щоб усунути, злочин лордів, які наймали її і вирішували усе за неї, і вона змушена тікати від головорізів, які намагаються вбити її. Тим часом, поліція водночас хоче заарештувати її.

## Актори
- Хуей Сан Ян - Лінда Янг,
- Чунг-Юе Юнь - Юн Чун Яо,
- Дон Вонг - Головний по боротьбі з наркотиками,
- Ясуакі Курата,
- Юка Мізуно.